# Wendy de los Cobos
Wendy de los Cobos (Ciudad de México, 13 de octubre de 1964) es una actriz mexicana de televisión conocida por sus participaciones en series y telenovelas para distintas cadenas de televisión.

## Biografía
Inició su carrera artística en 1992 de la mano de Pedro Damián en la telenovela infantil El abuelo y yo donde interpretó a la villana Mayra del Rivero compartiendo créditos con los entonces actores infantiles Ludwika Paleta, Gael García Bernal y el primer actor Jorge Martínez de Hoyos.
Realizó destacadas actuaciones en producciones de TV Azteca y Telemundo entre las que destacan La chacala, Ladrón de corazones, Los Plateados, Siempre tuya Acapulco entre otras. 
En 2016 realiza una actuación estelar en la serie El señor de los cielos interpretando el personaje de Aguasanta "Tata" Guerra.
En 2021 después de 26 años regresa a las filas de Televisa con la telenovela ¿Qué le pasa a mi familia? producción de Juan Osorio.

## Filmografía

### Televisión
| Año           | Título                       | Personaje                                                          |
| ------------- | ---------------------------- | ------------------------------------------------------------------ |
| 1992          | El abuelo y yo               | Mayra del Rivero                                                   |
| 1993          | Entre la vida y la muerte    | Sandra                                                             |
| 1994          | Papá soltero                 | Ep. «Disparejas»                                                   |
| 1995          | Si Dios me quita la vida     | Dinorah Moreno                                                     |
| 1995-1996     | Con toda el alma             | Perla Linares                                                      |
| 1997          | La chacala                   | Gabriela                                                           |
| 1997          | Rivales por accidente        | Lía                                                                |
| 1999          | Romántica obsesión           | Anastasia                                                          |
| 2000          | Golpe bajo                   | Florencia                                                          |
| 2000          | Ellas, inocentes o culpables | Cecilia                                                            |
| 2001          | Lo que callamos las mujeres  | Estela                                                             |
| 2003          | Ladrón de corazones          | María Castillo                                                     |
| 2003-2004     | Te amaré en silencio         | Gertrudis "La Ñoña"                                                |
| 2003-2004     | El alma herida               | Cristina                                                           |
| 2005          | Los Plateados                | Ofelia de Villegas                                                 |
| 2008          | Alma legal                   | Helena                                                             |
| 2008          | Capadocia                    | Lina Herrán                                                        |
| 2008          | Decisiones                   | Tatiana RamosEstefanía (Ep. «Mi querido padrastro»Ep. «Al ataque») |
| 2009          | A cada quién su santo        | Personaje desconocido (Ep. «La reliquia de Santa Cecilia»)         |
| 2009-2010     | Pobre diabla                 | Luisa Fernanda Madrigal                                            |
| 2010-2011     | Prófugas del destino         | Susana del Monte                                                   |
| 2012          | Quererte así                 | Yolanda García                                                     |
| 2013          | Vivir a destiempo            | Amparo Ávalos de Monroy                                            |
| 2014          | Siempre tuya Acapulco        | Raquela Romero de Balmaceda                                        |
| 2016          | El Chema                     | Aguasanta "Tata" Guerra                                            |
| 2016-presente | El Señor de los Cielos       | Aguasanta "Tata" Guerra                                            |
| 2018          | Educando a Nina              | Mercedes "Meche" Lara                                              |
| 2021          | ¿Qué le pasa a mi familia?   | Alfonsina Torres                                                   |
| 2022          | Esta historia me suena       | Graciela (Ep. «Una hora más»)                                      |